# Pixhawk
Pixhawk (также PX4FMU) — проект по созданию открытого аппаратного обеспечения для полетного контроллера квадрокоптеров и других БПЛА. Проект предназначен для академического, любительского и профессионального применения. Pixhawk поддерживает 2 основных полетных стека: PX4 (оригинальный стек) и ArduPilot. Список Pixhawk-совместимых полетных контроллеров включает в себя Pixhawk 1,  Pixhawk 2 (The Cube), Pixhawk 3, Pixhawk 4, Pixhack, Pixracer и другие. Официальные схемы открыто доступны под лицензией Creative Commons Attribution-ShareAlike.

## Обзор
Полетные контроллеры Pixhawk содержат следующий набор оборудования:
- Микроконтроллер на базе ядра ARM Cortex M4, например, STM32F427 на Pixhawk 1.
- Дополнительный микроконтроллер, предусмотренный на случай отказа основного.
- Гироскоп, акселерометр, магнитометр.
- Барометр.
- Яркий светодиод, который может сигнализировать о текущем состоянии, режиме и неполадках контроллера.

Также возможно подключение дополнительной периферии через интерфейсы UART, CAN, I²C, SPI и другие.
Так как Pixhawk хорошо зарекомендовал себя как надежная и отработанная система, пилоты-любители во многих странах предпринимают попытки использовать его в качестве автопилота и на пилотируемых летательных аппаратах. Возможностей Pixhawk достаточно как для поддержания заданного пространственного положения самолета, так и для выполнения маневров, включая полностью автоматический полет по маршруту и даже снижение по глиссаде (по сигналам GPS). Однако требованиям, предъявляемым к авионике пилотируемых летательных аппаратов, Pixhawk не соответствует, и следовательно, не может быть сертифицирован в качестве автопилота.

## История
Проект начался в 2008-м году как курсовая работа студента Высшей технической школы Цюриха Лоренца Майера, в лаборатории компьютерного зрения и геометрии. Суть работы заключалась в применении компьютерного зрения для точной автономной навигации квадрокоптера. В то время не существовало открытого и доступного полетного контроллера, ориентированного на работу с компьютерным зрением, в связи с чем Майер организовал команду из 14 человек для работы над ним. Через 9 месяцев команда со своим проектом «Pixhawk» выиграла European Micro Air Vehicle competition в номинации «Автономная навигация БПЛА в помещении». В РФ развитие проекта поддерживает ООО "СММ", базирующаяся в г. Самара под брендом Пиксхок. 